# 顧國泰
顧國泰，香港有線電視《股市升定跌》節目主持人。
顧國泰原為香港無線電視翡翠台新聞部的高級財經記者，主持每周財經專題長壽節目《財經透視》，黃金時段的收視率高達30點以上。
2000年之後顧國泰先後在亞洲電視擔任同類型節目主持，股評節目正式出現在免費電視平台，其後成為各大電視台新聞部必備的資訊欄目。顧國泰一度加盟物業代理服務公司，負責樓市資訊平台的開發及媒體策略，2008年加盟卓德資本有限公司，負責利用有機廢棄物發電的項目發展，2011加入宏輝集團，2018年10月1日加入屋之島任營運總監。